# Extreme Aggression
Extreme Aggression é o quarto álbum de estúdio da banda alemã de thrash metal Kreator, lançado em 1989. O disco foi classificado na posição três na lista "Top 10 Thrash Albums NOT Released by the Big 4" do site Loudwire.

## Faixas
| N.º | Título                    | Duração |  |
| 1.  | "Extreme Aggression"      | 4:44    |  |
| 2.  | "No Reason to Exist"      | 4:37    |  |
| 3.  | "Love Us or Hate Us"      | 3:42    |  |
| 4.  | "Stream of Consciousness" | 3:53    |  |
| 5.  | "Some Pain Will Last"     | 5:39    |  |
| 6.  | "Betrayer"                | 3:59    |  |
| 7.  | "Don't Trust"             | 3:43    |  |
| 8.  | "Bringer of Torture"      | 2:15    |  |
| 9.  | "Fatal Energy"            | 4:57    |  |

## Integrantes
- Mille Petrozza — guitarra, vocal
- Jürgen Reil — bateria
- Rob Fioretti — baixo
- Jörg Trzebiatowski — guitarra